# Каліна-Рендзіни
Каліна-Рендзіни (пол. Kalina-Rędziny) — село в Польщі, у гміні Мехув Меховського повіту Малопольського воєводства.
Населення — 185 осіб (2011).
У 1975-1998 роках село належало до Келецького воєводства.

## Демографія
Демографічна структура станом на 31 березня 2011 року:
|          | Загалом | Допрацездатний вік | Працездатний вік | Постпрацездатний вік |
| -------- | ------- | ------------------ | ---------------- | -------------------- |
| Чоловіки | 83      | 20                 | 55               | 8                    |
| Жінки    | 102     | 16                 | 61               | 25                   |
| Разом    | 185     | 36                 | 116              | 33                   |